# Avelino Trinxet Pujol
Avelino Trinxet Pujol (en catalán,  Avel·lí Trinxet Pujol) (Barcelona, 1901 - Barcelona, 11 de junio de 1961) fue un importante empresario español.
Era nieto de Avelino Trinxet Casas, un conocido industrial textil y mecenas de artistas, incluyendo a su sobrino Joaquim Mir Trinxet, pintor que se relaciona con el ambiente artístico de Els Quatre Gats y que acompañó a Santiago Rusiñol en sus viajes por España. Joaquim realizó las pinturas murales de la Casa Trinxet, cuyo arquitecto fue Josep Puig i Cadafalch. 

## Biografía
Hijo de Francisco Trinxet Mas (Barcelona, 1875 - Barcelona, 11 de junio de 1961) y de Emilia Pujol Artés (Barcelona, 1878 - Barcelona, 3 de julio de 1964) y nieto de Avelino Trinxet Casas.
Tras el fallecimiento de su padre, Francisco Trinxet, se hace cargo de los negocios familiares.
En 1930, en plena expansión industrial de la familia Trinxet, entran a formar parte del gran grupo textil Unión Industrial Algodonera S.A., junto a sus hermanos y a la familia Bosch Catarineu y Salvador Villarrasa Vall, cuyas acciones desparecen a causa de la guerra civil y deben ser recuperadas en 1939. Posteriormente, tras numerosos desencuentros, abandona Unión Industrial Algodonera S.A.
Otras empresas que pertenecían en aquel momento a la familia Trinxet son Trinxet S.A., Tintes y Aprestos Modernos S.A. y Confecciones Reunidas S.A.
A la muerte de su tío Antonio Trinxet Más el 26 de enero de 1945, otras empresas de la familia son Trinxet Industrial S.A., Trinxet y Compañía R.C., Industrias Mecánicas Condor S.A., Aymerich y Amat S.A. y Manufacturas Marfull S.A.
Dos de las empresas de la familia eran fabricantes licenciados de Forcyclor.
Personalmente, tenía numerosas fincas en Aragón, incluyendo las de la finca Mingolera en término
municipal de Mequinenza (Zaragoza),
Asimismo solicitó diversas patentes en Reino Unido y Canadá, esfuerzo que siguió desarrollando Trinxet S.A. respecto a los modelos de utilidad.
Es descrito como "conocida y destacada personalidad de nuestro mundo industrial, en el cual gozaba de amplio y merecido prestigio y al gue le vinculaban profundos lazos familiares".
Asimismo, "era persona de muy acusado carácter, de una actividad inagotable y de un tesón a prueba de todos los obstáculos y contianedades. Sus muchos colaboradores saben el estímulo que emanaba de
su ejemplo y la decisión ron que llevaba la delantera en todas las actuaciones ...en que intervino a lo largo de su vida. Su carácter abierto y su natural espontaneidad le acercaban a todos sin distinción y le ganaban las más diversas y constantes adhesiones. Son muchas las empresas e iniciativas industriales, y en particular del ramo textil, que llevan impreso el sello de su personalidad, ya en sus inicios, ya en su prosecución, y que por largo tiempo conservarán todavía el poderoso impulso
que él les supo dar."
Se casó con Matilde Torras Riviére, vinculada al Grupo Torras Domenech.
En La Vanguardia se hicieron así eco de su fallecimiento: "Avelino Trinxet, que, joven aún,
deja tan doloroso vacío entre nosotros... Al lado de su esposa, veía en sus hijos y nietos la continuidad de la vigorosa dinastía industrial de la que él mismo formó parte con tan generosa
eficacia."
Fallece tres años antes que su madre.

## Can Trinxet
En Can trinxet se fabricaba el llamado "vellut del tramviaire", la pana de color torrado con la que se confeccionaban los uniformes de los trabajadores de la Compañía de Tranvías de Barcelona (Companyia de Tramvies de Barcelona). El grupo de empresas de la familia Trinxet daban empleo a casi 1.100 personas.
La empresa textil Can Trinxet se hizo popular a principios del siglo XX por fabricar el llamado ‘vellut del tramviaire’ con la que se confeccionaban los uniformes de los
trabajadores de la Companyia de Tramvies de Barcelona.
Can Trinxet fue ocupado por primera vez por una fábrica textil en 1890, propiedad de Salvador Oller. El complejo industrial Can Trinxet fue construido en 1905, por Joan Alsina, al lado, para acoger la fábrica Avelino Trinxet e Hijos. En aquel momento ya era una de las fábricas textiles de algodón más importantes de España. En 1914 se amplia el recinto, y en 1916 se levanta el muro que rodea al complejo industrial. 
En 1933, arrienda los locales de una empresa textil contigua, Can Gras, construïda entre 1906 y 1910según el proyecto de Modest Feu y dedicada a la producción de pana y sábanas.
Y es que el impulso definitivo del inicio de este núcleo industrial de Santa Eulalia, en el Hospitalet, fue Can Gras, utilizada como fábrica de la familia Trinxet
en 1933.
Fuera de los muros de Can Trinxet funcionaban pequeñas tiendas y talleres.
El grupo de empresas de la familia Trinxet (Trinxet S.A., Tintes y Aprestos Modernos S.A., Trinxet Industrial S.A., etc.) que operaban en Can Trinxet, junto con otras grandes empresas textiles del Hospitalet (Tecla Sala, Auxiliar Textil Algodonera, Textil Hilados,
Caralt y Pérez, Godó y Trias, Gomar y Cia, Vilumara etc), sobrevivieron a la caída del textil de los años 50. Junto con Albert Hnos., es la única que también sobreviviría más allá de 1975. Sin embargo, y a diferencia de Albert Hnos., Trinxet SA ya no operaba en 1981 en el Hospitalet.

En 1907 tiene lugar la construcción de la Fábrica Trinxet, en Can trinxet, c/  Santa Eulàlia, 212.
Fue obra de Joan Alsina i Arús, arquitecto modernista que colaboró con Lluís Domènech i Montaner en la dirección del Grand Hotel de Palma de Mallorca. En 1910 realizó unos planos del Palacio Güell de Antoni Gaudí para la exposición dedicada al arquitecto de la Sagrada Familia en el Grand-Palais de París, por encargo de Eusebi Güell. Fue profesor de geometría descriptiva y de composición en la Escuela Técnica Superior de Arquitectura de Barcelona.
Actualmente el espacio de la fábrica ha sido recuperado para otros servicios residenciales y de equipamientos, manteniéndose una parte de la construcción modernista.